# Marek Chlanda
Marek Chlanda (ur. 12 listopada 1954 w Krakowie) – polski artysta współczesny, rysownik, rzeźbiarz, grafik, performer, autor instalacji, pedagog.
Studiował w Akademii Sztuk Pięknych w Krakowie,  dyplom uzyskał na Wydziale Grafiki w 1978 r. W l. 1980–1982 był pedagogiem krakowskiej uczelni. W l. 1983–1984 realizował  ze studentami Vestlendets Kunstakademie w Bergen w Norwegii eksperyment Podróżującej Akademii, prowadząc zajęcia w różnych miejscach świata. W l. 1986–1988 pracował w filii Uniwersytetu Śląskiego w Cieszynie. W 1997 r. laureat  Nagrody Fundacji Nowosielskich, przyznanej wówczas po raz pierwszy.
Wystawy indywidualne (do 2015):
- 1976 Pierwsze cztery serie rysunkowe, Dom Polski, Cieszyn
- 1978 Seria XIII, Galeria Mały Rynek, Kraków
- 1979 Rysunki, szkice, obiekty, Galeria Kanonicza 5, Kraków
- 1980 Czternaście numerów, Galeria Krytyków, Warszawa
- 1981 Prace z roku 1980, Galeria Studio, Warszawa
  - Both Hands Drawings, Galleri Sct. Agnes, Roskilde (Dania)
  - Gammel Kongevej, Galleri Kanal 2, Kopenhaga (Dania)
- 1982 The Last Supper, Galleri Asbaek, Kopenhaga (Dania)
- 1983 Eight Places, Galleri Sct. Agnes, Roskilde (Dania)
  - Fragments of the Anonymous Room, Kunstforeningen, Bergen (Norwegia)
- 1985 Rzeźby, reliefy, rysunki, Muzeum Sztuki, Łódź
  - Drawings and Objects, Herning Kunstmuseum, Herning (Niemcy)
- 1986 Die Reise nach Jerusalem, Moltkerei, Kolonia (Niemcy)
  - Rzeźby, rysunki, Galeria Krzysztofory, Kraków
  - Prace z roku 1986, Galeria Uniwersytecka BWA, Cieszyn
- 1987 The Impossible Love, Fyns Kunstmuseum, Odense (Dania)
- 1988 Sculpture Drawings, Galerie S. and H. de Buck, Gandawa (Belgia)
- 1989 Mene Tekel, Galeria Potocka, Kraków
- 1990 Sculptures, Drawings, Galerie S. and H. de Buck,Gandawa (Belgia)
  - Rysunki, Galeria Starmach, Kraków
  - Wyobraźnia martwa, Galeria Wschodnia, Łódź
  - Selection for Budapest, Budapest Galéria, Budapeszt (Węgry)
  - Unnamed Place in Czech Tesin, Galeria Na Pude, Czeski Cieszyn (Czechy)
- 1991 Drawings and Sculptures 1981-1989, Galerie van der Crommenacker, Arnhem (Holandia)
  - Rzeźby, Galeria Krzysztofory, Kraków
  - Rzeźby, rysunki, Galeria Grodzka BWA, Lublin
- 1992 Sculptures, Drawings, Galerie in Situ, Aalst
  - Sculpturen, Zeichnungen, Galerie Thomas Gherke, Hamburg (Niemcy)
  - Rzeźby, rysunki, Galeria Miejsce, Cieszyn Faensthai, BWA, Kraków
- 1993 Sculptures and Drawings, Tel Aviv Museum of Art, Tel Awiw (Izrael)
  - Rysunki, Galeria Arsenał, Białystok
  - Rzeźby, Galeria Krzysztofory, Kraków
- 1994 Neue Arbeiten, Galerie Thomas Gehrke, Hamburg (Niemcy)
  - Rzeźba, Galeria Zachęta, Warszawa
  - A Sculpture Installation, Curt Marcus Gallery, Nowy Jork (USA)
- 1995 ..., Galeria BWA, Zamość
  - Przepraszam, Galeria Miejsce, Cieszyn
  - Dobranoc, Galeria Starmach, Kraków
- 1996 Dobranoc, CSW Zamek Ujazdowski, Warszawa
  - Hasta la muerte, Galeria Foksal, Warszawa
- 1997 Do widzenia, Galeria Kronika, Bytom
- 1998 Rysunki, Galeria Starmach, Kraków
- 1999 Pogrzeb sardynki, Galeria Potocka, Kraków
  - Miejsca, Galeria Sztuki, Legnica
  - Rysunki i rzeźby 1978-1999, Bunkier Sztuki, Kraków
  - Drawings, Kentler International Drawing Space, Nowy Jork (USA)
- 2002 Prace na podłodze i na ścianie, Galeria Starmach, Kraków
  - Villa Serena, Galeria Muzalewska, Poznań
- 2003 Kodeks Nadwiślański, Galeria Foksal, Warszawa
  - Cztery pokoje dla Ignacego, Galeria u Jezuitów, Poznań
- 2004 Pamiętniki Boga, Galeria Starmach, Kraków
  - Pamiętniki Boga (Fragmenty), Galeria Foksal, Warszawa
- 2005 Porządek, Galeria Muzalewska, Poznań
- 2009 Życie Zewnętrzne, Galeria Muzalewska, Poznań
- 2013 Uzdrowisko/SPA Town, Galeria Muzalewska, Poznań
- 2015 Oczy naprzeciw ściany, Obrazy spod podłogi, Galeria Muzalewska, Poznań